# Короткокошик оксамитовий
Короткокошик оксамитовий (Brachythecium velutinum) — вид мохів порядку гіпнобрієвих (Hypnales).

## Поширення
Ареал охоплює такі частини світу: Європа, Північна Африка, Північна Америка, Азія, Нова Зеландія.

## Характеристика

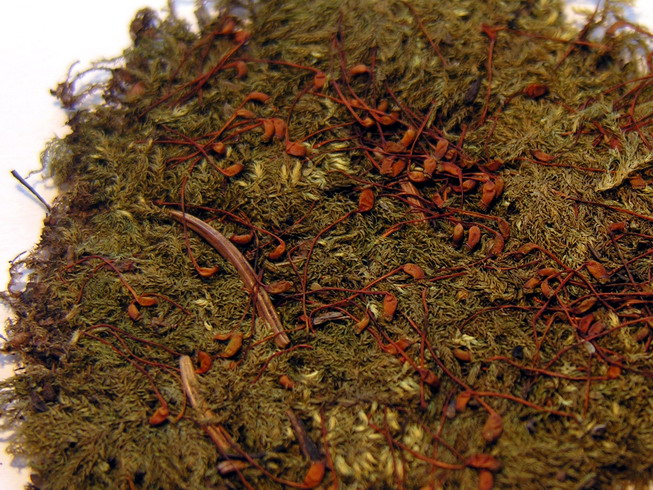

Рослини дрібні, в нещільних або помірно щільних пучках, від зелених до жовтуватих або коричневих. Стебла до 4(5) см, повзучі чи висхідні, правильно чи неправильно перисторозсічені, гілки до 4(6) мм. Стеблові листки від яйцювато-ланцетних до ланцетних, 1–1.8 × (0.1)0.2–0.5(0.6) мм; поля рівні чи зігнуті біля основи, зазубрені, зубчасті чи майже рівні; верхівка поступово довго-загострена. Коробочкові ніжки червоно-коричневі, 0.8–1.5 см, гладкі, шорсткі чи шорсткі проксимально та гладкі біля коробочки. Коробочка горизонтальна, коричнева, з віком темно-червоно-коричнева, видовжена, до 1.5 мм. Спори 10–14(15) мкм.